# Stefan Schlager

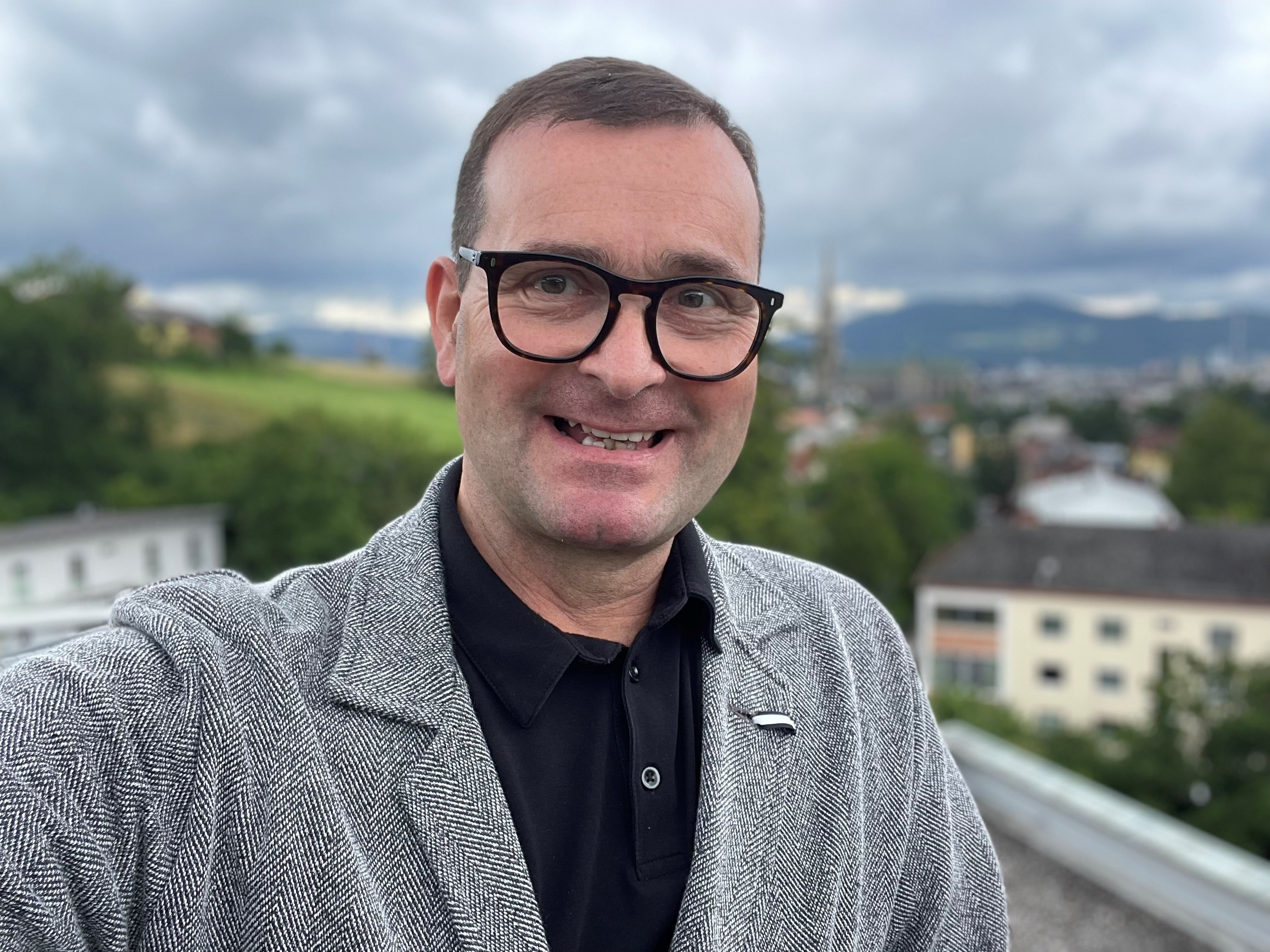
Stefan Schlager

Stefan Schlager (* 2. April 1966 in Gmunden) ist ein österreichischer katholischer Theologe, Hochschullehrer, Buchautor und Lyriker.

## Leben
Schlager absolvierte ein Studium der Fachtheologie und Selbständigen Religionspädagogik, ein Doktoratsstudium der Systematischen Theologie sowie ein Postgraduate-Studium „Zertifikat Erwachsenenpädagogik“. Er leitete 32 Jahre lang das Referat Theologische Erwachsenenbildung & Weltreligionen der Diözese Linz. Seit Herbst 2024 ist er Seelsorger der Caritas Oberösterreich. Schlager hat einen Lehrauftrag an der Fachhochschule Oberösterreich - Campus Linz (Grundlagen der Ethik). Arbeits- und Publikationsschwerpunkte sind die Weltreligionen, Grundfragen der Ethik und lebensrelevante Zugänge zum Christentum.

## Schriften

### Lyrik
- gewaschen und gesalzen. gedichte zu advent und weihnachten, Echter Verlag, Würzburg 2023; ISBN 978-3-429-05901-9.
- gegenwärtig. Lyrik und Meditationen, Verlag am Rande, Sipbachzell 2021; ISBN 978-3-903190-37-5.
- entkrümmt. Glaube poetisch verdichtet (Lyrik und Meditationen), Tyrolia, Innsbruck - Wien 2019; ISBN 978-3-7022-3792-9.
- A woarms Goid. Übas Sterbm und übas Lebm, Lyrik (Sprach:Bilder, Band 11), Verlag am Rande, Sipbachzell 2019; ISBN 978-3-903190-24-5.
- Zwoa san bessa ois oana. Lyrik (Sprach:Bilder, Band 5 - Advent und Weihnachten), Verlag am Rande, Sipbachzell 2018; ISBN 978-3-903190-11-5.

### Fachbücher
- Dem Glauben auf der Spur (Deutsch/Persisch), Be&Be-Verlag, Heiligenkreuz 2019; ISBN 978-3-903118-76-8. (gemeinsam mit Walter Krieger, übersetzt von A. M.Jalalifar)
- Lust auf Glauben. 36 Impulse – lebensnah und alltagstauglich (gründlich überarbeitete Neuauflage). Verlagsgemeinschaft topos plus, Kevelaer 2017, ISBN 978-3-8367-1073-2.
- Getauft in Gottes Liebe, Der Leitfaden zur Vorbereitung der Tauffeier. Verlag Katholisches Bibelwerk Stuttgart, Stuttgart 2016, ISBN 978-3-460-33097-9.
- Mit Jesus auf dem Weg nach Ostern, Der Fastenzeitbegleiter. Verlag Katholisches Bibelwerk Stuttgart, Stuttgart 2015, ISBN 978-3-460-27178-4.
- Die Weltreligionen, Ein Crash-Kurs. topos taschenbücher, Band 805, Regensburg 2012, ISBN 978-3-8367-0805-0.
- Spurensuche. (feiern-leben-vollenden): Inhalte und Stundenmodelle für SelbA (Selbstständig im Alter), Linz 2007, ISBN 978-3-950-16823-0 (gemeinsam mit Andreas Telser).
- Dem Glauben die Tür öffnen, Theologische Grundlagen und praktische Anregungen für die Einführung Erwachsener in den Glauben, Echter Verlag Würzburg, Würzburg 2004, ISBN 3-429-02659-8.
- Gott auf der Spur, Theologische Meditationen und Gedichte. Edition Kirchenzeitung, Linz 2001, ISBN 3-902237-01-5.

### Broschüren, Kleinschriften (Auswahl)
- weit und tief, mit allen sinnen glauben. Eine Annäherung an den Glauben über das Hören, Sehen, Riechen, Schmecken und die Haut, Linz 2013, ISBN 978-3-9501682-8-0.
- Spuren des Glaubens - Broschüre glaubenswert (13 narrative Texte: Taufe und Hören; 10 Grundbotschaften des Christentums; Eucharistie und Vater unser), Linz 2008 - gemeinsam mit Franz Gruber.

### Mitautor (Auswahl)
- Die Bibel - Tag für Tag. Verlag Katholisches Bibelwerk, Stuttgart 2015.